# Salt d'en Peió
El Salt d'en Peió és un monument megalític situat a Sant Climent Sescebes, (Alt Empordà), inclòs a l'Inventari del Patrimoni Arqueològic i Paleontològic de Catalunya.
Es troba al costat de l'antic camí de muntanya avui en desús, amb tres tombes.
Al perímetre extern del túmul hi ha un anell de contenció, format per un cromlec de lloses grans clavades. Just per davant seu es va observar un mur de pedra seca (amb tres filades conservades en algun punt), que el resseguia internament. Al davant del dolmen, on comença el pendent, existeix una segona plataforma tumulària, separada entre 2,5 i 3 metres de la primera. Queda ben marcada per un segon cromlec de lloses clavades, molt més perdut, però, que l'anterior. Aquesta segona plataforma servia de contrafort del túmul principal.
Fou localitzat l'any 1985 per Martí Cufí de Vilartolí, que el mostrà als membres del GESEART, Dídac Piñero i Enric Carreras. L'any següent (1986) fou excavat per Josep Tarrús i Júlia Chinchilla. Aquestes excavacions permeteren documentar la peculiar arquitectura d'aquest megàlit i gairebé un centenar de fragments de ceràmica d'entre els que cal destacar 32 fragments de vasos, gobelets i cassoles carenades campaniformes, 23 d'ells d'estil Pirinenc, a més de set fragments d'una urna del bronze final.
Pels materials arqueològics que s'hi ha recuperat (vasos campaniformes d'estil Pirinenc) i pel tipus arquitectònic, Tarrús (2002) el situa cronològicament a la darrera fase dels sepulcres megalítics de l'Alt Empordà/Rosselló, és a dir, de la segona meitat del III mil·lenni aC.
Es van trobar diversos objectes que foren duts al Museu Arqueològic de Sant Pere de Galligants de Girona.